# Czernjowo
Czernjowo (bułg. Черньово) – wieś w Bułgarii, w obwodzie sofijskim, w gminie Ichtiman. Według danych szacunkowych Ujednoliconego Systemu Ewidencji Ludności oraz Usług Administracyjnych dla Ludności, 15 września 2022 roku miejscowość liczyła 309 mieszkańców.
Wieś Czernjowo została laureatką nagrody „Wieś Strażnikiem Tradycji”.

## Osoby związane z miejscowością

### Urodzeni
- Iwan Stamow Kerezow (1949) – bułgarski dyplomata w Ministerstwie Spraw Zagranicznych jako Pierwszy Sekretarz Poselstwa oraz w Ambasadzie w Austrii.